# Куликовський Петро Олександрович
Петро Олександрович Куликовський (1869, Старорусський повіт, Новгородська губернія —  2 березня 1923, Чурапча, ЯАССР (Амга, Якутська область (Російська імперія) — російський політичний діяч, правий есер, терорист, член Бойової організації, пізніше — учасник Білого руху, а з березня 1922 по березень 1923 — самопроголошений керівник Якутської області.

## Біографія

### Ранні роки

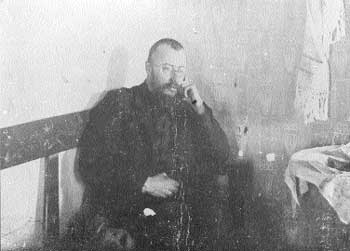
Петро Куликовський. Фото початку XX століття

Походив з дворянської родини Старорусського повіту, Новгородської губернії. Здобув освіту в Московському учительському інституті. Брав участь у студентських виступах. Викладав у Санкт-Петербурзькому Сергієвському міському училищі. У 1903 році за революційну діяльність був висланий до Якутської області, до селища Усть-Мая. Влітку 1904 року втік із заслання.
Після повернення до Санкт-Петербурга приєднався до Партії есерів, перебував у її бойовій організації. Вів спостереження за московським генерал-губернатором великим князем Сергієм Олександровичем, згодом убитим есером Іваном Каляєвим 4 лютого 1905 року. Після вбивства Сергія Олександровича Куликовський зумів уникнути арешту, проте й із справи Куликовський також вийшов раніше замаху, не витримавши напруги після першої невдачі.
| | Тоді ж, на початку грудня, я поїхав до Баку, щоб побачитися там з рекомендованим мені Азефом народовольцем X. У Баку я розшукав членів місцевого комітету, у тому числі Марію Олексіївну Прокоф'єву, наречену Сазонова, згодом, 1907 року, що судилася разом з Нікітенко і Синявським по процесу "про змову проти царя". Від неї і від М.О.Лебедєвої я дізнався, що X.перебував у розшуку, в Баку його немає і що він навряд чи схильний взяти участь у терористичному підприємстві. Водночас Лебедєва вказала мені на Петра Олександровича Куликовського, колишнього студента Петербурзького учительського інституту, а тоді члена Бакинського комітету. Вона повідомила мені, що Куликовський давно просить рекомендувати його до Бойової організації і що він особисто і добре відомий не лише їй, а й решті бакинських товаришів. Там же, у Баку, я побачився з ним. Куликовський був чоловіком вищим за середній зріст, в окулярах, з великими і добрими, навикати, очима. На першому побаченні він сказав мені, що хоче працювати в терорі. Щоб переконатися у силі його бажання, я почав переконувати його. Я казав йому те саме, що колись говорив Дидинському, що в терор повинен йти тільки той, для кого немає психічної можливості брати участь у мирній роботі, і що ніколи не слід поспішати з таким рішенням. Куликовський твердо стояв на своєму. Він здався мені людиною переконаною та щирою. Після кількох побачень я домовився з ним, що він негайно виїде до Москви... Приблизно в цей же час приїхав до Москви Куликовський. Згадуючи свій сумний досвід із Дидинським, я ще раз переконував його відмовитися від свого рішення. Але Куликовський, як і в Баку, наполегливо заперечував мені. Він і цього разу здався мені людиною, щиро відданою справі терору. Я й досі думаю, що тоді не помилився. Було вирішено, що Куликовський спостерігатиме як вуличний торгівець. Спостереження не давалося. Цьому заважали і його недосвідченість, і короткозорість. Він так і не став продавцем, а без лотка та товару, у піддівці та картузі, спостерігав виїзд великого князя біля Калузьких воріт. Він бачив кілька разів великокнязівську карету, і цього було, звичайно, досить, щоб мати можливість брати участь у замаху... У Великому Черкаському провулку на нас чекав Моїсеєнко. Я сів до нього в сани, і на Іллінці зустрів Каляєва. Я передав йому його бомбу і поїхав до Куликовського, який чекав мене на Варварці. О 7.30 вечора обидві бомби були передані, і з 8 години вечора Каляєв став на Воскресенській площі біля будівлі міської думи, а Куликовський — у проїзді Олександрівського саду. Таким чином, від Микільської брами великому князю було лише два шляхи до Великого театру — або на Каляєва, або на Куликовського. І Каляєв, і Куликовський були одягнені селянами, у піддівках, картузах і високих чоботях, їх бомби були загорнуті в ситцеві хустки. Дора Брілліант повернулася до себе в готель. Я призначив їй побачення, у разі невдачі, о 12 годині ночі, після закінчення вистави. Моїсеєнко поїхав на візничий двір. Я пройшов до Олександрівського саду і чекав там вибуху. ...Каляєв оглянув екіпажі, що стояли. Карета була одна і саме великого князя. Великий князь був у театрі із сім'єю. Було таки вирішено дочекатися кінця вистави. Ми сподівалися, що, мабуть, великій княгині подадуть її карету, і великий князь поїде один. Ми втрьох вирушили блукати Москвою і непомітно вийшли на набережну Москви-ріки. Каляєв йшов поряд зі мною, опустивши голову і тримаючи в одній руці бомбу. Куликовський йшов слідом, кілька позаду нас. Раптом кроки Куликовського змовкли. Я обернувся. Він стояв, спершись на гранітні поручні. Мені здалося, що він зараз упаде. Я підійшов до нього. Побачивши мене, він сказав: — Візьміть бомбу. Я зараз її впущу. Я взяв у нього снаряд. Він ще довго стояв, не рухаючись. Було видно, що він не має сил. Каляєв і Куликовський паспортів не мали. Обидва вони залишили їх у своїх речах на вокзалі. Квитанції від речей були в мене. Повертатися по паспорти було пізно, як пізно було їхати з Москви. Їм доводилося ночувати надвір. Я був одягнений паном, англійцем, вони селянами. Обидва змерзли і втомилися, і Куликовський, здавалося, ледве тримається на ногах. Я вирішив, незважаючи на незвичність їхніх костюмів, ризикнути зайти з ними до ресторану: шинки були вже закриті. Я сів у сані Моїсеєнко, він тут же на козлах розповів мені, що Куликовський, приїхавши зранку 8-го до Москви і побачившись з ним, повідомив йому, що він не може взяти участі в замаху. Куликовський говорив, що переоцінив свої сили і бачить тепер, після 2 лютого, що не може працювати в терорі. Моїсеєнко без коментарів передав мені про це. Становище мені видалося важким. Потрібно було обирати одне з двох: або замість Куликовського взяти участь у замаху мені чи Мойсеєнку, або влаштувати замах із одним метальником, Каляєвим... |
| — Борис Савінков, https://ru.wikisource.org/wiki/Воспоминания_террориста_(Савинков)/Убийство_великого_князя_Сергея | |

11 червня 1905 року був заарештований, але зумів втекти з-під арешту.
28 червня того ж року він убив з револьвера московського градоначальника П.П. Шувалова, прийшовши до нього в будинок на Тверському бульварі під виглядом відвідувача. Спочатку він був засуджений до повішення, але, після подання прохання про поблажливість на «найвище ім'я», відбувся безстроковими каторжними роботами. Вирок було оголошено 23 липня 1905 року.
23 лютого 1906 року Куликовський прибув до Акатуйської каторжної в'язниці, де навчав грамоти матросів. 7 січня 1911 року, після перетворення Акатуйської в'язниці на жіночу, був відправлений на поселення в Якутську область.
У Якутії Куликовський працював у торговій фірмі Громових. Проживав у Якутську, де ставив вистави, мав авторитет у місцевої учнівської молоді, займався самоосвітою. Дружина і двоє дітей Куликовського в цей час проживали в Санкт-Петербурзі та на станції Парголово, відчуваючи матеріальні труднощі, а голова сім'ї лише вів з ними листування.

### Громадянська війна

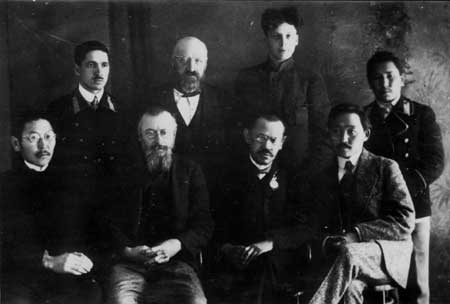
Якутські депутати на засіданні Сибірської обласної Думи. Сидять (зліва направо): М.Н.Тимофєєв-Терьошкін, П. О. Куликовський, І.Н. Еверстов, Г.В. Ксенофонтов. Стоять (зліва направо): І. М. Бланков, М.В. Сабунаєв, В.М. Попов, Н.Жолобцов. Томськ, 1917

Після Лютневої революції брав активну участь у політичному та громадському житті Якутська, був присутній на обласному з'їзді якутів і російських селян трьох округів, що проходив з 26 березня по 16 квітня 1917 року. На з'їзді зібралися представники всіх політичних течій та національної інтелігенції Якутії.
У 1918 році виступав як один з якутських депутатів у Томську на засіданні Сибірської обласної Думи. У 1920 році був уповноваженим Обласного продовольчого комітету з Нельканської волості на річці Маї. Керував будівництвом дороги Нелькан—Ейкан поблизу Аяна, написавши дослідницьку статтю «Транзитна лінія Аян—Нелькан—р.Травня», яку пізніше було опубліковано в журналі «Господарство Якутії».
Восени 1921 року приєднався до антибільшовицького білоповстанського руху в Якутії. Заручившись рішенням з'їзду населення Аяно-Нельканського району, відвідав Владивосток і Харбін, переконуючи Приамурський обласний уряд та генерала А.М. Пепеляєва підтримати повсталих. У березні 1922 року на з'їзді якутських повстанців у Чурапчі проголошено "Тимчасове Якутське обласне народне управління", приблизно в цей же час проходить такий самий з'їзд у Нелькані, де Куликовський оголосив себе «Управителем Якутської області».
Після взяття Амги червоними у якутських повстанців та дружинників А.М. Пепеляєва 2 березня 1923 року Куликовського узяли в полон. За словами комісара К.К. Байкалова, наклав на себе руки того ж дня в лазареті, отруївшись морфієм. Серед російської еміграції, однак, була поширена інша версія: як писав есер Володимир Зензінов, «на допиті Куликовського вбив рукояткою револьвера більшовицький слідчий».